# Hàng không năm 1926
Đây là danh sách các sự kiện hàng không nổi bật xảy ra trong năm 1926:

## Các sự kiện
- United Airlines được thành lập.

### Tháng 1
- 6 tháng 1 - Hãng hàng không Deutsche Lufthansa được thành lập bởi sự hợp nhất của hãng Deutsche Aero Lloyd và Junkers Luftverkehr
- 26 tháng 1 - Plus Ultra, một loại thủy phi cơ Dornier Do J, đã hoàn thành chuyến bay xuyên Địa Tây Dương với các thành viên là các phi công người Tây Ban Nha, bao gồm Ramón Franco và Julio Ruiz de Alda Miqueleiz.

### Tháng 3
- 1 tháng 3 - 4 chiếc Fairey IIID thuộc Không quân Hoàng gia Anh bắt đầu thực hiện chuyến bay dài ngày, họ sẽ từ Cairo đến Cape Town và trở lại Lee-on-Solent, Anh, họ đến đích vào ngày 2 tháng 6
- 16 tháng 3 - Robert Goddard phóng rocket nhiên liệu lỏng lần đầu tiên gần Auburn, Massachusetts.

### Tháng 4
- 1 tháng 4 - Hãng hàng không Italia Società Italiana Servizi Aerei bắt đầu hoạt động giữa Trieste, Venice, Pavia, và Torino với các thủy phi cơ Cant 10.
- 6 tháng 4 - Varney Speed Lines bắt đầu hoạt động ở Mỹ. Sau này trở thành Continental Airlines
- 30 tháng 4 - Bessie Coleman, một phụ nữ người Mỹ gốc Phi đầu tiên có giấy phép phi công chết cùng với William Wills một thợ máy, người đang dẫn đường cho máy bay, máy bay gặp một tai nạn do mất quyền điều khiển.

### Tháng 5
- 9 tháng 5 - Richard Byrd và Floyd Bennett thực hiện chuyến bay đầu tiên ở Bắc Cực trên một chiếc Fokker VIIa-3m.
- 11 tháng 5 - 14 – Roald Amundsen thực hiện chuyến bay bằng thủy phi cơ đầu tiên ở Bắc Cực. The Norge rời Spitzbergen và đến Teller, Alaska 3 ngày sau đó.

### Tháng 6
- 30 tháng 6 - Alan Cobham thực hiện một chuyến bay 2 chiều từ Anh đến Australia trên một chiếc de Havilland DH.50. Anh ta quay lại London vào 1 tháng 10 và được phong tước hiệp sĩ cho sự thành công của anh ta.

### Tháng 7
- 1 tháng 7 - Một chiếc Blackburn Dart thực hiện một cuộc hạ cánh vào ban đêm trên một chiếc tàu sân bay, chiếc HMS Furious
- 2 tháng 7 - Cục Không quân Quân đội Hoa Kỳ trở thành Quân đoàn Không quân Quân đội Hoa Kỳ.
- 24 tháng 7 - 2 chiếc Junkers G.24 thuộc hãng hàng không Lufthansa rời Berlin để thực hiện một chuyến bay 2 chiều đến Bắc Kinh. Họ sẽ quay trở lại Đức vào 26 tháng 9.

### Tháng 10
- 21 tháng 10 - British airship R.33 thực hiện các thử nghiệm về máy bay ký sinh, thả 2 chiếc Gloster Grebe từ độ cao 2.500 ft (762 m).

### Tháng 11
- 13 tháng 11 - Cúp Schneider được tổ chức tại Hampton Roads, Mỹ. Người chiến thắng là Mario De Bernardi (Ý) trên một chiếc Macchi M.39 với vận tốc 396.698 km/h (246.5 mph).
- 15 tháng 11 - T. Neville Stack và B. S. Leete rời England để cố gắng đến Ấn Độ bằng đường không trên một chiếc de Havilland DH.60. Họ đến Karachi vào 8 tháng 1 1927.

## Chuyến bay đầu tiên
- Boulton Paul Sidestrand

### Tháng 4
- 24 tháng 4 - Handley Page Harrow (HP.31)

### Tháng 6
- 19 tháng 6 - Blackburn Iris

## Bắt đầu hoạt động

### Tháng 6
- 16 tháng 6 - Armstrong Whitworth Argosy trong hãng Imperial Airways

### Tháng 8
- Lioré et Olivier 21 trong Air Union

### Tháng 9
- Martin T3M trong United States Navy

### Tháng 10
- SABCA S-2 thuộc hãng hàng không SABENA